# Escudo de Fuentidueña
El escudo de Fuentidueña es el símbolo más importante de Fuentidueña, municipio de la provincia de Segovia, comunidad autónoma de Castilla y León, en España. 

## Descripción
El escudo de Fuentidueña fue oficializado el 25 de septiembre de 2014, y su descripción heráldica es:

«De Plata, Arcángel San Miguel de gules, surmontado de dos pinos arrancados de sinople, en punta ondas de azur y plata. Vestido de gules, con una espiga de oro a la diestra y otra a la siniestra. Al timbre la corona real cerrada.»
Boletín Oficial de Castilla y León nº 48/2015